# Ordo Rachelis

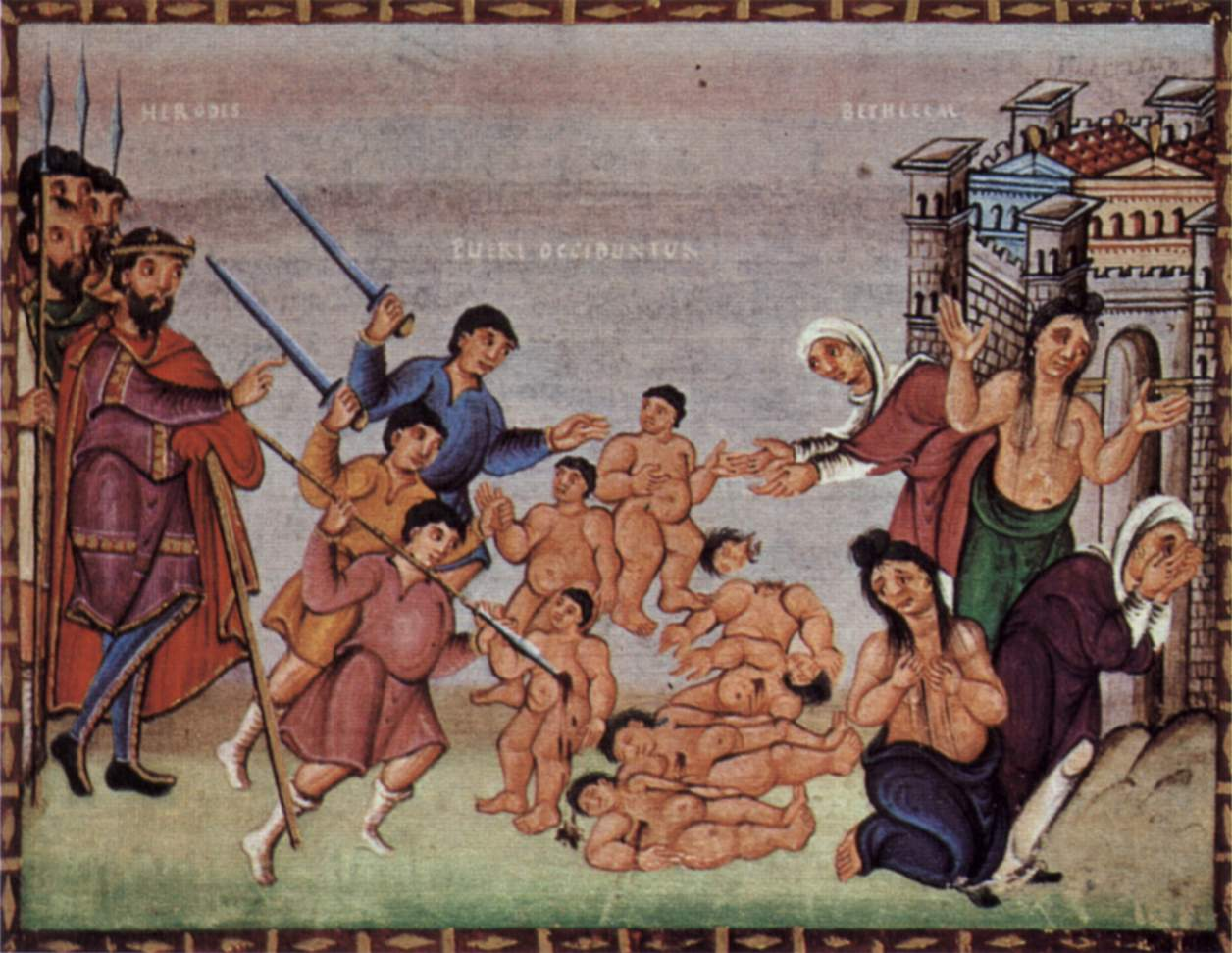
Moord op de Onschuldige Kinderen

De Ordo Rachelis of  Interfectio Puerorum of Ludus Innocentium is de titel voor een middeleeuws driekoningenspel, gesteund op het Evangelie volgens Matteüs 2:1-23.
Volgens Karl Young werden tijdens de kerstperiode vier toneelstukken gespeeld:
- Officium Pastorum (aanbidding der herders)
- Officium Stellæ (aanbidding der Koningen)
- Processus Prophetarum (processie van de profeten)
- Ordo Rachelis (moord op de Onschuldige Kinderen)

Zijn studiemateriaal zijn vier boeken met spelen uit de elfde tot de dertiende eeuw, die van Laon, Limoges, Freising en Fleury.
De conclusie is dat de Ordo Rachelis uit vier delen bestond, de lamentatie van Rachel (Jeremia 31:15), de Vlucht naar Egypte, de Kindermoord van Bethlehem en de dood van koning Herodes.